# Серый Великан
Серый Великан — устойчивая к заболеваниям высокопродуктивная порода крупных нормальношёрстных кроликов мясо-шкуркового направления.

## История
В 1946—1952 годах выведена порода Серый великан в Полтавской области Украины в зверосовхозе «Петровский» под руководством зоотехника А. И. Каплевского путём воспроизводительного скрещивания между собой местных беспородных кроликов с кроликами-альбиносами французской породы Фландр с последующим разведением помесей в себе, отбором и подбором животных желательного типа.
В 1952 году порода кроликов Серый Великан полностью сформирована и утверждена для дальнейшего использования.
От фландра серому Великану достались большие «габариты» и вес, крупный костяк, от местных беспородных кроликов — жизнеспособность, плодовитость, беспроблемное спаривание. Благодаря этому отечественные кролиководы получили отличную породу, полностью адаптированную к местному климату и устойчивости к болезням, хоть и уступающую по товарным кондициям знаменитому фландру.
В 1972 году в результате мутаций крольчих породы Серый Великан появились золотистые кролики, которые быстро распространились среди кролиководов-любителей.
Условия выведения породы способствовали лучшей приспосабливаемости кроликов к более тёплым климатическим зонам, поэтому основной их ареал — южные и юго-западные районы СССР, а также западные районы, но особенно — Украина и Молдавия.
Основными репродукторами являются кролиководческие фермы зверосовхозов «Петровский» Полтавской области, «Красная поляна» Кировоградской области и «Луч» Татарской АССР). Также кроликов породы Серый Великан разводят на племенных фермах промышленного типа Крымского НПО «Элита» и совхоза «Дубки» Крымской области.
Животные хорошо приспособлены к содержанию в крольчатниках шедовой системы.
Сейчас дальнейшее совершенствование породы направлено на улучшение качества волосяного покрова (повышения его густоты, уровненности и опушённости лапок), повышение мясной продуктивности и оплаты корма продукцией.

## Описание
Кролики обладают живым и бодрым нравом, высокой подвижностью.

### Конституция
По конституции кролики крупные и массивные, крепкие, с мощным крепким и массивным костяком. Ближе к лептосомному типу, с удлинённым, округлым туловищем длиной 60-75 см, развитой широкой грудью (часто с подгрудком) в обхвате 37-39 см. Спина чуть темнее живота грубоватой конституции, длинная и прямая, достаточно широкая, круп широкий, округлый. Ноги широко поставленные, крепкие, прямые и толстые. Голова крупная, грубоватая, удлинённая с упругими большими и толстыми ушами длиной до 15 см, в анфас (вид спереди) они прямые, расходятся в стороны из одной точки в схожести с англ. буквой «V».

### Мех
Шерсть с ворсой средней длины, в сравнении с советской шиншиллой не очень густая, по окраске похожа на шиншиллу, но в отличие от неё не имеет светлого клина на затылке.

### Шкурка
Наиболее часто встречаются кролики серо-заячьей окраски (агути), реже — окраски тёмно-серой или буроватой (кенгуровой), железисто-серой, чисто чёрной и белой, а также золотистой. В основании остевых волос голубовато-серая зона, затем буровато-жёлтая и светло-жёлтая, верхние концы волос — буровато-чёрные; у пуховых волос три зоны: голубовато-серая, буровато-жёлтая, на концах — тёмно-рыжая.
Кролики серо-заячьей окраски имеют туловище рыжевато-серое, а брюхо и внутренняя сторона лап — белые. Остевые волосы имеют зонарную окраску: вершина чёрная, у основания светлое кольцо, средняя часть желтовато-бурая. Пуховые волосы также окрашены зонарно: светло-голубое основание, жёлтое кольцо и тёмная вершина.
Кролики тёмно-серой окраски имеют туловище более тёмное с буроватым оттенком, живот нижняя сторона хвоста дымчато-серые. Пуховые волосы равномерно голубые, у основания немного светлее.
Кролики железисто-серой окраски — зверьки темноокрашенные с седовато-бурыми остевыми волосами, равномерно разбросанными по шкурке и создающими впечатление седины.
Кролики золотистой окраски имеют на голове, спине, пояснице, крупе, боках и наружных поверхностях конечностей остевые волосы золотистого цвета, а пуховые — светло-жёлтого; брюшко, нижние поверхности конечностей и хвост — белые.
Площадь шкурки крупных кроликов достигает 2500-3000 см2, однако по опушённости шкурки уступают породам: советская шиншилла, чёрно-бурый кролик, венский голубой кролик, белый Великан. Густота волосяного покрова низкая и составляет примерно 16 тыс. волос на 1 см2, причём на один остевой приходится всего 16 пуховых; у золотистых кроликов — 12 тыс. волос на 1 см2.
Волосяной покров короткий, мягкий, кожа тонкая с плотной мездрой.

## Разведение
Самки плодовиты и высокомолочны, хорошо выкармливают крольчат; за окрол могут приносить до 7-8 крольчат, хорошо вступают в случку; самцы отличаются активностью. Выживаемость хорошая. Самки заботливы при выхаживании крольчат, проявляя материнский инстинкт, который отсутствует у большинства пород кроликов, — заблаговременно готовятся к окролу, устраивая гнездо, отлично кормят малышей, не затаптывают их после родов.
Молодняк растёт быстро: при рождении крольчата весят 81 г, в возрасте двух месяцев (при полуконцентратном кормлении) — 1,5 кг, в три месяца — 2,0 кг, в четыре месяца — 2,6 кг. При повышенном протеиновом кормлении в первом случае кролики достигают веса до 1,6 кг, во втором — 2,2 кг.
Средний вес взрослого кролика — 4-6 кг, в среднем по породе — 5 кг, рекордистов — более 7 кг.
При выращивании в закрытых помещениях кролики породы серый Великан хорошо зарекомендовали себя, но нередки случаи, когда при содержании на металлических сетчатых полах животные болеют пододерматитом из-за плохой опушённости лап и большого веса.
Кролики этой породы приспособлены к мягкому и умеренному климату, поэтому их разводят в основном в южных и юго-восточных районах России и лишь частично в районах средней полосы: Татарской АССР, Тульской области и некоторых других. Основные племенные фермы — зверосовхозы: «Петровский» (Чутовский район Полтавской области), «Красная Поляна» (Кировоградская область), «Луч» (Чистопольский район ТАССР) и другие.

## Использование
Шкурки используют в натуральном виде, а также для имитации под другие меха. Ценность шкурки снижается и из-за некоторой неравномерности её загущения.
Порода выводилась для смешанного, мясо-шкуркового направления ведения хозяйства, но со временем направление сдвинулось в сторону весовых кондиций и скороспелости, животные стали разводиться больше как бройлерный тип, хотя кроликам специализированных мясных пород (новозеландский белый кролик и калифорнийский кролик) заметно уступают. Живой вес — 4,0-7,5 кг. Мясные качества средние; убойный выход в зависимости от типа кормления (см. выше) равен соответственно 55 % и 57 %.